# Mårddjur
Mårddjur (Mustelidae, efter latin mustela som betyder "vessla") är en familj av jämförelsevis små rovdjur med en ofta lite krökt rygg vilken ger dem en "rullande" gång. Nästan alla mårddjur har en ljusgul fläck i pälsen, den så kallade "mårdfläcken", vilken oftast sitter på magen, och många har stinkkörtlar vid analöppningen.
De har ofta en markerat slank kropp, väl anpassad för att åla sig in i hål och gångar. Där deras huvud kan ta sig in, passerar också hela kroppen. Undantag utgörs av grävlingar, järven och vissa uttrar.
Mårdhunden, som är ett hunddjur, ingår inte i familjen.

## Utseende
Jämfört med andra rovdjur är mårddjuren ganska små, men skillnaden mellan den minsta arten och familjens största medlemmar är betydlig. Medan de minsta individerna av arten vessla, som också är de minsta i ordningen rovdjur (Carnivora) överhuvudtaget, bara når en kroppslängd av 114 millimeter och en vikt av 25 gram, blir större exemplar av havsutter, jätteutter och järv en meter långa och 45 kilogram tunga. Hos de flesta arterna finns en utpräglad könsdimorfism, där hanar vanligen är 25 procent tyngre än honor.
Pälsen har oftast en brun eller svart grundfärg. Ofta förekommer ljusare fläckar, strimmor eller andra markeringar på kroppen. Svansen är vanligen lång och extremiteterna är jämförelsevis korta. Fötterna har fem tår med klor som inte kan dras in. Huvudet kännetecknas av små öron.
Tandformeln är I 3/3 C 1/1 P 2-4/2-4 M 1/1-2, alltså 28 till 38 tänder. Skallen består hos de flesta arterna av en långsträckt hjärnskål och ett kort ansiktsskelett.

## Utbredning och habitat
Mårddjur finns i större delen av världen, men saknas i  Oceanien (inklusive Australien) och Antarktis, på Madagaskar och på vissa avlägsna öar. De förekommer i flera olika habitat men undviker områden som är alltför torra. Flera arter behöver närhet till vatten och lever längs floder, insjöar och havsstränder. Särskilt utpräglat är detta drag hos underfamiljen uttrar. Arten havsutter lever i öppet hav i norra Stilla havet.
I Sverige finns nio arter av mårddjur: grävling, iller, järv, mink, skogsmård, stenmård, utter, hermelin och vessla.

## Ekologi
De flesta arter i mårdfamiljen jagar i gryningen eller under natten, men det finns undantag. Som viloplatser används ofta jordtunnlar, som djuren gräver själva eller övertar från andra djur. Flera arter är goda simmare – främst utter och mink.
De flesta mårddjur lever ensamma och har ett avgränsat territorium. Områdets gräns markeras med körtelvätska, urin och avföring. Luktsinnet är mycket väl utvecklat och används för att hitta föda och för kommunikation. Även hörsel och känsel är väl utvecklade sinnen.

### Föda
Mårddjur är huvudsakligen köttätare men i mindre omfattning, beroende på art och årstid, äter de även växtdelar. Utmärkande är att flera arter jagar bytesdjur som är betydligt större än de själva. Vissa arter i släktet Mustela jagar mer än dubbelt så stora hardjur och järven angriper så stora bytesdjur, som unga renar.
Den animaliska födan består beroende på art av olika ryggradsdjur såsom däggdjur, fåglar (och fågelägg), ödlor och fiskar, men även av insekter, kräftor och maskar. Bland växtdelar äter mårddjur oftast frukter, nötter och rötter.
Medlemmar av vissa släkten (Mustela, Gulo) samlar födan i boet.

### Fortplantning
Mårddjurens honor är vanligtvis dräktiga mellan 30 och 65 dagar. Hos flera arter vilar ägget en tid, och på så sätt ligger mellan befruktning och förlossning flera månader. Huvudsakligen föder honan bara en gång per år. Nyfödda mårddjur är blinda och hjälplösa och stannar den första tiden i boet. Efter två månader är ungdjuren självständiga. De blir efter 8 till 24 månader könsmogna. Medellivslängden i frihet ligger mellan 5 och 20 år.

## Mårddjur och människor
Mårddjuren äter å ena sidan gnagare som betraktas som skadedjur men å andra sidan förekommer det att de angriper husdjur som höns eller harar. Flera arter hålls eller har hållits för pälsens skull i stora farmer. Den domesticerade fretten härstammar från någon av illerarterna.
Vid sidan av jakt är habitatförstöring det största hotet för mårddjuren. Till de hotade arterna räknas flodiller (Mustela lutreola) och arten svartfotad iller (Mustela nigripes) som i naturen redan var utrotad. Arten Mustela macrodon är sedan 1800-talet utdöd.

## Taxonomi

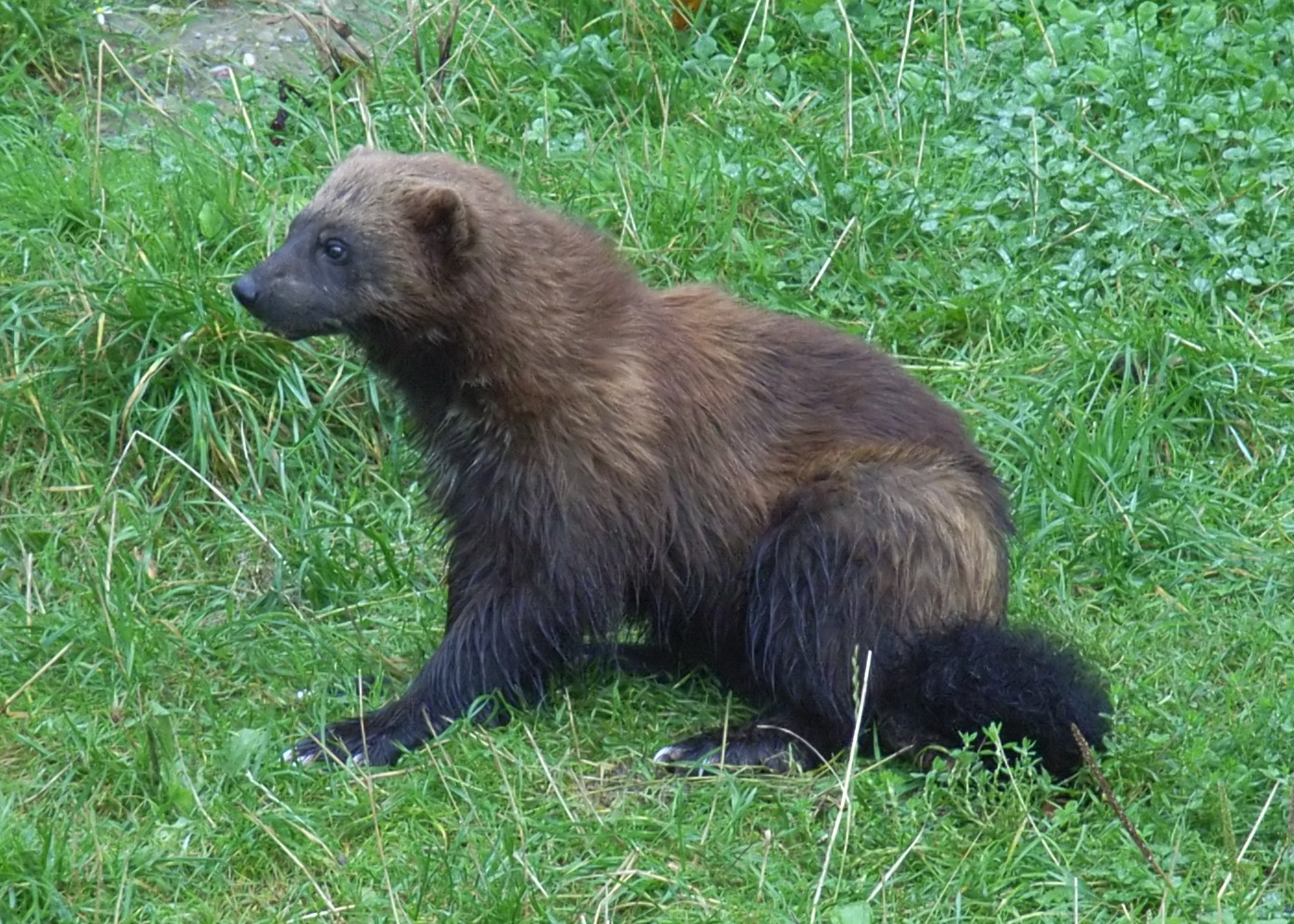
Järv, enda art i släktet Gulo.

Traditionellt delas familjen i fem underfamiljer med tillsammans cirka 20 släkten och omkring 50 arter (nyare taxonomiska avhandlingar skiljer däremot bara mellan två underfamiljer). Indelningen med fem underfamiljer presenteras nedan.
Tidigare placerades minken i släktet Mustela, tillsammans med bland andra iller. Genetiska studier indikerar dock så pass stora skillnader att den numera ofta placeras i det egna släktet Neovison tillsammans med en utdöd art.

### Släktträd
- Underfamiljen Mustelinae
  - Släktet Mustela
    - undersläktet Lutreola
      - flodiller (Mustela lutreola)
      - sibirisk eldmård (Mustela sibirica)
      - Mustela strigidorsa
      - barfotsvessla (Mustela nudipes)
      - Mustela lutreolina

    - undersläktet Putorius
      - iller (Mustela putorius)
      - stäppiller (Mustela eversmannii)
      - svartfotad iller (Mustela nigripes)

    - undersläktet Mustela
      - hermelin (Mustela erminea)
      - vessla (Mustela nivalis)
      - långsvansad vessla (Mustela frenata)
      - bergsvessla (Mustela altaica)
      - Mustela kathiah

    - undersläktet Grammogale
      - Mustela africana
      - Mustela felipei

  - Släktet Neovison
    - Neovison macrodon (utdöd)
    - mink (Neovison vison)

  - Släktet Gulo
    - Järv (Gulo gulo)

  - Släktet Eira
    - Tayra (Eira barbara)

  - Släktet Mårdar (Martes)
    - Mård eller trädmård (Martes martes)
    - Stenmård (Martes foina)
    - Sobel (Martes zibellina)
    - Fiskmård (Martes pennanti)
    - Amerikansk mård (Martes americanus)
    - Japansk mård (Martes melampus)
    - Gulstrupig mård (Martes flavigula)
    - Nilgirimård (Martes gwatkinsi)

  - Släktet Vormela
    - Tigeriller (Vormela peregusna)

  - Släktet Grisoner (Galictis)
    - Grison (Galictis vittata)
    - Liten grison (Galictis cuja)

  - Släktet Lyncodon
    - Lyncodon patagonicus

  - Släktet Ictonyx
    - Bandiller (Ictonyx striatus)

  - Släktet Poecilictis
    - Nordafrikansk bandiller (Poecilictis libyca)

  - Släkte Poecilogale
    - Afrikansk bandiller (Poecilogale albinucha)
- Underfamiljen Uttrar (Lutrinae)
  - Släktet Klolösa uttrar (Aonyx)
    - Klolös utter (Aonyx capensis)
      - Kongoutter (Aonyx capensis congicus)

    - Asiatisk klolös utter (Aonyx cinereus, tidigare Amblonyx cinereus)

  - Släktet Enhydra
    - Havsutter (Enhydra lutris)

  - Släktet Hydrictis
    - Hydrictis maculicollis

  - Släktet Lontra
    - Nordamerikansk flodutter (Lontra canadensis)
    - Neotropisk flodutter (Lontra longicaudis)
    - Marin utter eller krabbutter (Lontra felina)
    - Sydlig flodutter (Lontra provocax)

  - Släktet Lutra
    - Utter (Lutra lutra)
    - Lutra nippon
    - Lutra sumatrana

  - Släktet Lutrogale
    - Indisk fiskarutter (Lutrogale perspicillata)

  - Släktet Pteronura
    - Jätteutter (Pteronura brasiliensis)
- Underfamiljen Grävlingar (Melinae)
  - Släktet Meles
    - Europeisk grävling (Meles meles)
    - Meles leucurus
    - Japansk grävling (Meles anakuma)

  - Släktet Arctonyx
    - Svingrävling (Arctonyx collaris)

  - Släktet Solgrävlingar (Melogale)
    - Melogale moschata
    - Melogale personata
    - Melogale orientalis
    - Melogale everetti
- Underfamiljen Taxidiinae
  - Släktet Taxidea
    - Nordamerikansk grävling (Taxidea taxus)
- Underfamiljen Mellivorinae
  - Släktet Mellivora
    - Honungsgrävling (Mellivora capensis)

Året 1997 var dessutom 18 utdöda släkten beskrivna som inte kan räknas till en av underfamiljerna.